# Spinnin' Records
Spinnin' Records è un'etichetta discografica nederlandese fondata nel 1999 da Eelko van Kooten e Roger de Graaf.
Nel settembre 2017, Warner Music Group ha acquisito Spinnin' Records per 100 milioni di dollari. Dopo l'acquisizione, il cofondatore van Kooten lasciò la società mentre de Graaf ne divenne l'amministratore delegato.

## Etichette sussidiarie
- Spinnin' Deep specializzata in deep house, tech house, progressive house, minimal[2][3]
- Spinnin' Remixes specializzata in remix[4][5]
- Spinnin' Copyright Free Music
- DOORN Records di Sander van Doorn[6][7]
- Fly Eye di Calvin Harris
- Gekai di Gabry Ponte
- Hexagon di Don Diablo[8] (fino a metà del 2019)
- Maxximize Records dei Blasterjaxx
- SPRS[9]
- Liquid Recordings[10]
- Work Records[11]
- Reset Records[12]
- Streamlined di Leon Bolier[13]
- Wall di Afrojack

## Spinnin' TV
Il 12° luglio 2007 l'etichetta apre il proprio canale YouTube, '''Spinnin' TV''', nel quale vengono pubblicati videoclip musicali, dj sets, interviste e altri contenuti inerenti agli artisti affiliati. 
In un primo periodo sul canale veniva rilasciata anche musica di artisti non necessariamente firmati su Spinnin' Records.
Dal 2008 al 2011 all'inizio di ogni video del canale è presente una breve intro animata, che poi 
verrà modificata più volte nel corso del triennio, che mostra la dicitura "Spinnin' Records": a partire dal 2011 mostrerà la scritta "Spinnin' TV", in diverse varianti.
Dal dicembre 2010 in poi in alto a destra su ogni video del canale appare la dicitura "Spinnin' TV". 
Il primo video pubblicato sul canale è il videoclip di Fiesta Reloaded del gruppo di musica jumpstyle olandese The Sunclub, mentre il video musicale più visto del canale è Animals di Martin Garrix, che tutt'ora ha ben 1 miliardo e 700 milioni di visualizzazioni.

### Artwork video
Dal 2008 vengono rilasciati sul canale i primi "artwork video", nei quali, durante la riproduzione del brano, veniva mostrato semplicemente un fermo-immagine della copertina in formato 4:3, staticamente.
Dal settembre 2010 gli artwork video cambiano grafica, passando da statici ad animati: infatti, ora la copertina dei brani, in formato 16:9, si muove in più direzioni durante la riproduzione dei video, con una barra nera nella parte inferiore in cui vengono riportati il nome dell'artista, il nome del brano e l'eventuale versione di esso.
Tra il 2012 e il 2013 vengono ripubblicati gran parte dei video musicali ed artwork video delle canzoni più famose rilasciate dall'etichetta negli anni precedenti, sotto il nome di "Spinnin' TV Classics". I brani mancanti di videoclip vengono accompagnati da un artwork video con un'animazione di un giradischi che si muove, il quale raffigura l'inconico logo "S" dell'etichetta al centro del vinile.

## Spinnin' Premium
Nel 2015 la Spinnin' dà vita a "Spinnin' Premium": le tracce rilasciate da Premium verranno messe in free download sul sito ufficiale della casa discografica. Ovviamente solo gli iscritti al sito (accessibile a chiunque) potranno scaricare gratuitamente le suddette tracce, diventando membri Premium, e solo per un tempo limitato di due settimane.

## Etichette affiliate
Le seguenti etichette collaborano con Spinnin' Records pur mantenendo la loro indipendenza:
- AFTR:HRS
- BMKLTSCH RCRDS
- Cartel
- Congo Records
- Dharma Worldwide
- DOORN Records
- Fly Eye
- Fonk Recordings
- Heldeep Records
- Hysteria Records
- Made In NL
- Maxximize Records
- Musical Freedom Records
- OZ Records
- Potion
- SOURCE
- Spinnin' Copyright Free Music
- Spinnin' Deep
- Spinnin' Premium
- Spinnin' Remixes
- Spinnin' Stripped
- Spinnin' Talent Pool
- SPRS
- Storm Records
- Trap City
- Wall

## Artisti
(In ordine alfabetico)
- A-Trak
- Abel Ramos
- Afrojack
- Abert Neve
- Alok
- Alpharock
- Alvita
- Angemi
- Apster
- Audien
- Autoerotique
- Bassjackers
- Bart B More
- Bingo Players
- Bob Sinclar
- Bolier
- Boostedkids
- Borgeous
- Bougenvilla
- Blasterjaxx
- Breathe Carolina
- BURNS
- CamelPhat
- Carta
- Cheat Codes
- Chico Rose
- Chocolate Puma
- Chuckie
- Curbi
- D.O.D
- D-Wayne
- Daddy's Groove
- Damien N-Drix
- Daniel Portman
- Danny Avila
- Danny Howard
- DBSTF
- Deepend
- Deniz Koyu
- Dimitri Vangelis & Wyman
- Don Diablo
- Dropgun
- DubVision
- DVBBS
- Dzeko & Torres
- EDX
- Eelke Kleijn
- Eptic
- Ephwurd
- Erik Arbores
- Fedde Le Grand
- Felguk
- Ferreck Dawn
- Firebeatz
- Florian Picasso
- Fox Stevenson
- Freejak
- FTampa
- Gabry Ponte
- Garmiani
- Gianluca Vacchi
- Going Deeper
- Habstrakt
- Hasse de Moor
- Headhunterz
- Henry Fong
- Hi-Lo
- Ibranovski
- Iceleak
- Imanbek
- Jason Derulo
- Jay Hardway
- Jauz
- JETFIRE
- Jewelz & Sparks
- Joe Stone
- Jonas Aden
- Julian Jordan
- Junkie Kid
- Justin Mylo
- Justin Prime
- Kill FM
- Kris Kross Amsterdam
- Kryder
- KSHMR
- Kura
- La Fuente
- Laidback Luke
- Lazy Rich
- Lucas & Steve
- Lucky Charmes / Charmes
- Lush & Simon
- LUM!X
- LVNDSCAPE
- M.E.G. & N.E.R.A.K.
- Madison Mars
- MakJ
- Martin Garrix
- Martin Solveig
- Mathieu Koss
- Matisse & Sadko
- Matroda
- Mercer
- Merk & Kremont
- Mesto
- Michael Calfan
- Michael Woods
- Mightyfools
- Mike Cervello
- Mike Hawkins
- Mike Mago
- Mike Williams
- Moguai
- Moksi
- MOTi
- Mr. Belt & Wezol
- MusicByLukas
- Nari & Milani
- NERVO
- Nicky Romero
- Nora En Pure
- Oliver Heldens
- Olly James
- OstBlockSchlampen / East Block Bitches
- Pegboard Nerds
- Pep & Rash
- Pickle
- Promise Land
- Quintino
- Qulinez
- R3HAB
- Ralvero
- Raven & Kreyn
- Redfoo
- Redondo
- Ryos
- Sagan
- Salvatore Ganacci
- Sam Feldt
- Sander van Doorn
- Sandro Silva
- SAYMYNAME
- Sebastian Bronk
- Showtek
- Sikdope
- Sophie Francis
- Stadiumx
- Steff da Campo
- Skitzofrenix
- Styline
- Swanky Tunes
- Tiësto
- The Him
- The Magician
- Thomas Newson
- Throttle
- Timmy Trumpet
- TJR
- Tony Junior
- Trobi
- Tujamo
- Tungevaag
- twoloud
- Umek
- Ummet Ozcan
- Univz
- Valentino Khan
- Vato Gonzalez
- Vicetone
- VINAI
- Vini Vici
- Vintage Culture
- VIZE
- W&W
- Watermät
- Wax Motif
- Will Sparks
- Yellow Claw
- Yves V
- Zafrir
- Zaxx
- Zonderling

## Talent Pool
La Talent Pool di Spinnin' Records è una rubrica sul sito della casa discografica in cui DJ/produttori possono proporsi postando le loro tracce (tramite SoundCloud) e sfidarsi nei Remix Contests. Quest'ultimi sono gare di remix delle ultime uscite della Spinnin' Records, nelle quali vengono messi in palio numerosi premi per i primi tre classificati (questi vengono scelti dalla Spinnin' Records e dai produttori della canzone originale tra tutti i partecipanti, nonostante non siano tra i primi della classifica). Ogni settimana la canzone rimasta al primo posto della classifica generale per un lungo periodo vengono nominate Track of the week e pubblicati sui social, su SoundCloud e inclusa in un episodio del radioshow settimanale Spinnin' Sessions.